# Страницы жизни (фильм, 1948)
«Страни́цы жи́зни» — советский художественный фильм режиссёров Александра Мачерета и Бориса Барнета, снятый в 1948 году на Свердловской киностудии по сценарию Валентина Катаева.
Первая работа в кинематографе выдающейся театральной актрисы Малого театра Татьяны Еремеевой (1913—2012).

## Сюжет
Со всех концов необъятного Советского Союза стекаются на новостройки люди, чтобы по призыву коммунистической партии принять участие в первой пятилетке. 1931 год. Из тамбовской деревни на строительство крупного металлургического завода приезжает Нина Ермакова (Татьяна Еремеева). Её определяют на работу в бригаду сварщиков. Вскоре способную девушку назначают бригадиром. На производстве она встречает земляка — инженера Валериана Андреевича Хомутова (Виктор Хохряков), который становится её добрым другом и наставником. Участвуя во всесоюзном соцсоревновании, молодая работница помогает своей подруге — бригадиру Дусе Никифоровой (Наталья Кутасина) — победить сильных соперников, самостоятельно разработав новый метод электросварки.
Взяв обязательство учиться, Нина поступает в местное профильное учебное заведение без отрыва от производства. Окончив учёбу в 1936 году, героиня становится на родном комбинате инженером. Выходит замуж за Хомутова. С началом Великой Отечественной войны мужа призывают на фронт. Оборудование и рабочих комбината эвакуируют на Урал. Нине Петровне доверяют ответственный пост на строительстве «Уралмашзавода». После войны начинается возрождение разрушенного комбината на довоенном месте. Хомутова возглавляет работы по восстановлению листопрокатного цеха, применив метод скоростного строительства, разработанный её мужем, погибшим на войне.

## В ролях
| Актёр              | Роль                     |
| ------------------ | ------------------------ |
| Татьяна Еремеева   | Нина Ермакова            |
| Виктор Хохряков    | инженер Хомутов          |
| Наталья Кутасина   | бригадир Дуся Никифорова |
| Владимир Дорофеев  | Ковриков                 |
| Николай Бадьев     | Мося                     |
| Алексей Берёзкин   | Кутайсов                 |
| Гавриил Белов      | Власов                   |
| Всеволод Санаев    | диктор радио             |
| Екатерина Савинова | Катя Сорокина            |

## Внешние медиафайлы
- фильм (2011). Несыгранные роли. Татьяна Еремеева. Москва.  38:40 мин. Культура. ВГТРК. {{cite episode}}: |series= пропущен или пуст (справка)
- «Страницы жизни» (1948) на YouTube